# Núria Giménez Lorang
Núria Giménez Lorang (Barcelona, 1976) és una directora i realitzadora de documentals catalana.
Ha viscut a Berlín, París i Londres i ha treballat de diverses feines no relacionades amb el món del cinema. L'any 2010, va viatjar amb la seva mare a Suïssa per recollir les pertinences del seu avi, que acabava de morir. Al soterrani de casa, va trobar-hi desenes de rodets que contenien hores i hores de gravacions familiars. Durant els següents 7 anys va estar treballant amb aquest material per crear My Mexican Bretzel, que li faria obtenir tres premis Gaudí i dues nominacions als Goya, en un exercici d'"alquímia fílmica".

## Filmografia
- 2016: Kafeneio (curt documental)[5] - direcció, fotografia i muntatge.
- 2019: My Mexican Bretzel - direcció, guió i muntatge.

## Premis
Premis Gaudí
| Any  | Categoria         | Pel·lícula         | Resultat  | Notes                             |
| ---- | ----------------- | ------------------ | --------- | --------------------------------- |
| 2021 | Millor guió       | My Mexican Bretzel | Guanyador |                                   |
| 2021 | Millor documental | My Mexican Bretzel | Guanyador |                                   |
| 2021 | Millor muntatge   | My Mexican Bretzel | Guanyador | juntament amb Cristóbal Fernández |

Premis Goya
| Any  | Categoria              | Pel·lícula         | Resultat |
| ---- | ---------------------- | ------------------ | -------- |
| 2021 | Millor direcció novell | My Mexican Bretzel | Nominat  |